# Athylia venosa
Athylia venosa là một loài bọ cánh cứng trong họ Cerambycidae.